# Dhamanagar
Dhamanagar é uma cidade e uma notified area committee no distrito de Bhadrak, no estado indiano de Orissa.

## Demografia
Segundo o censo de 2001, Dhamanagar tinha uma população de 18,555 habitantes. Os indivíduos do sexo masculino constituem 51% da população e os do sexo feminino 49%. Dhamanagar tem uma taxa de literacia de 52%, inferior à média nacional de 59.5%: a literacia no sexo masculino é de 61% e no sexo feminino é de 43%. Em Dhamanagar, 15% da população está abaixo dos 6 anos de idade.